# NHL Foundation Player Award

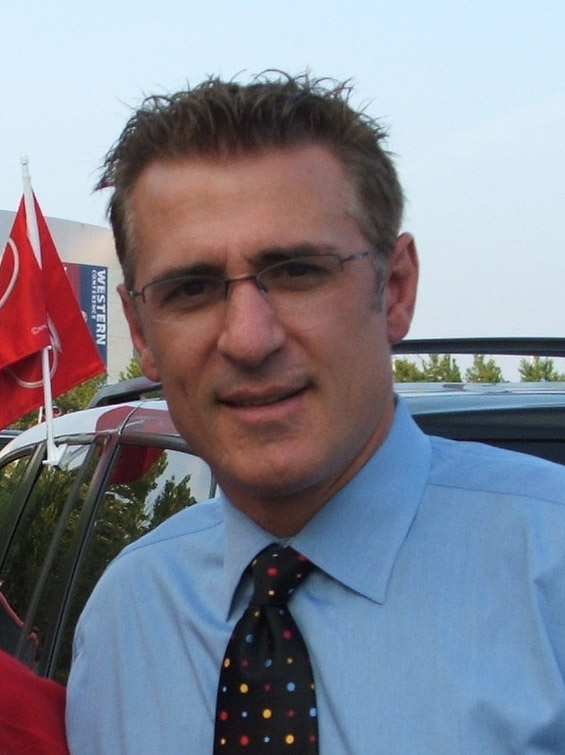
Ron Francis, držitel NHL Foundation Player Award z roku 2002

NHL Foundation Player Award je cena každoročně udělována lednímu hokejistovi hrajícímu v NHL, který během sezóny NHL nejvíce přispěl na charitativní činnost.

## Držitelé trofeje
| NHL Foundation Player Award - (charitativní činnost) |                                  |                                       |
| Sezóna                                               | Hráč                             | Tým                                   |
| 1997–1998                                            | Kelly Chase                      | St. Louis Blues                       |
| 1998–1999                                            | Rob Ray                          | Buffalo Sabres                        |
| 1999–2000                                            | Adam Graves                      | New York Rangers                      |
| 2000–2001                                            | Olaf Kölzig                      | Washington Capitals                   |
| 2001–2002                                            | Ron Francis                      | Carolina Hurricanes                   |
| 2002–2003                                            | Darren McCarty                   | Detroit Red Wings                     |
| 2003–2004                                            | Jarome Iginla                    | Calgary Flames                        |
| 2004–2005                                            | Neudělena pro stávku             |                                       |
| 2005–2006                                            | Marty Turco                      | Dallas Stars                          |
| 2006–2007                                            | Joe Sakic                        | Colorado Avalanche                    |
| 2007–2008                                            | Trevor Linden Vincent Lecavalier | Vancouver Canucks Tampa Bay Lightning |
| 2008–2009                                            | Rick Nash                        | Columbus Blue Jackets                 |
| 2009–2010                                            | Ryan Miller                      | Buffalo Sabres                        |
| 2010–2011                                            | Dustin Brown                     | Los Angeles Kings                     |
| 2011–2012                                            | Mike Fisher                      | Nashville Predators                   |
| 2012–2013                                            | Henrik Zetterberg                | Detroit Red Wings                     |
| 2013–2014                                            | Patrice Bergeron                 | Boston Bruins                         |
| 2014–2015                                            | Brent Burns                      | San Jose Sharks                       |
| 2015–2016                                            | Mark Giordano                    | Calgary Flames                        |
| 2016–2017                                            | Travis Hamonic                   | New York Islanders                    |
| Zdroj na eliteprospects.com                          |                                  |                                       |